# Roek Williams
Roek Williams, pseudoniem van Roek Willemze (Amsterdam, 20 september 1943 - Los Angeles, 7 april 2005) was een Nederlandse zanger.
In 1961 startte hij de band Roek Williams & The Fighting Cats. In 1967 kwam hij nog met het gevoelige nummer A Star. Toen hij in 1968 solo ging, had hij in 1969 nog succes met Roek's Family met de single Get yourself a ticket en in 1973 succes met Elsje en Annemieke. In 1976 flopten zijn platen Nachtzuster en M'n beste vriend, maar E35 haalde de Tipparade. Hierna stopte hij zelf met zingen, maar hij bleef wel in de muziekindustrie werkzaam. Hij werkte onder meer samen met André Hazes. In 1983 emigreerde Roek Williams naar Los Angeles, waar hij op 7 april 2005 stierf aan kanker. Williams werd 61 jaar. 